# Qué hiciste
«Qué hiciste» es uno de los sencillos en castellano de la cantante estadounidense Jennifer López, incluida en su primer disco en español titulado Como ama una mujer (2007).
Según López, la idea de esta canción surgió del sueño que su exmarido Marc Anthony tuvo con la cantante española Rocío Jurado recién fallecida el 1 de junio de 2006.

## Video musical
El vídeo de la canción fue filmado en las dunas de Dumont, California y fue dirigido por Michael Haussman. El vídeo comienza con Jennifer que conduce un viejo coche bajo de una carretera polvorienta en el medio del desierto, inclinándose para cantar fuera de la ventanilla. Llega hasta una gasolinera y entra en el cuarto de baño para cambiarse las ropas. Cuando suena el estribillo, se ve a Jennifer cantando con llamas en frente y detrás de ella. Las escenas se alternan entre esta y Jennifer que se cambia de ropa y se tiñe el pelo de negro. Ella entonces continúa conduciendo, pero esta vez a través de la arena del desierto, lejos de la carretera. Ella para y vierte la gasolina sobre el coche. Cuando el estribillo suena por una segunda vez, el coche estalla detrás de Jennifer mientras ella camina lejos. En las escenas siguientes, ella está bailando con otra vestimenta en la arena. Esta canción se convirtió en la primera en habla castellana en llegar al #1 en el programa de MTV Total request live, superando a la canción de la colombiana Shakira y La tortura, quien llegó al #4.

## Versiones
- US, México Promo Sencillo en CD:

1. «Qué hiciste» (Álbum versión) 4:57
2. «Qué hiciste» (Radio Edit) 4:31

## Posiciones
| Lista (2007)                           | Posición |
| -------------------------------------- | -------- |
| Alemania (Media Control Charts)        | 10       |
| Austria (Ö3 Austria Top 40)            | 19       |
| Bélgica (Ultratop 50 flamenca)         | 13       |
| Bélgica (Ultratop 40 valona)           | 11       |
| España (Spanish Downloads Chart)       | 1        |
| Estados Unidos (Billboard Hot 100)     | 86       |
| Estados Unidos (Hot Dance Club Play)   | 1        |
| Estados Unidos (Hot Latin Tracks)      | 1        |
| European Hot 100                       | 20       |
| Grecia (Greek Singles Chart)           | 7        |
| Italia (Italian Singles Chart)         | 1        |
| México (Mexican Top 100 Singles Chart) | 48       |
| Rumania (Romanian Singles Chart)       | 3        |
| Suiza (Swiss Singles Chart)            | 1        |

| País (Organismo certificador) | Certificaciones | Ventas certificadas | Ref.  |
| ----------------------------- | --------------- | ------------------- | ----- |
| España (Promusicae)           | 8xPlatino       | 160 000             | [ 8 ] |